# Aleksiej Pierwuszyn
Aleksiej Nikołajewicz Pierwuszyn (ros. Алексей Николаевич Первушин, ur. 7 września?/20 września 1905 w Termezie, zm. 6 kwietnia 1975 w Moskwie) – radziecki wojskowy, generał major.

## Życiorys
Urodził się w Termezie. 
W 1919 roku wstąpił Armii Czerwonej i był żołnierzem Termezowskiego konnego zwiadu wojsk pogranicznych. W czasie wojny domowej brał udział w walkach we wschodniej Bucharze. 
Po zakończeniu wojny domowej ukończył w 1922 roku 15 ałma-atski kurs kawalerii, a następnie dowodził plutonem kawalerii. Brał udział w latach 1922–1926 w walkach z basmaczami na terenie Uzbekistanu. W październiku 1927 roku został szefem wydziału zwiadu Północnej Grupy Wojsk w Turkmenistanie. Następnie zajmował kolejno stanowiska komendanta szkoły pułkowej, pomocnika szefa sztabu i szefa sztabu pułku kawalerii, szefa wydziału operacyjnego dywizji kawalerii i pomocnika szefa sztabu dywizji kawalerii. W tym czasie ukończył w 1926 oraz 1934 Wyższą Wschodnią Szkołę Wojskową. 
W 1939 roku został oficerem do zleceń dowódcy Grupy Frontowej Zabajkalskiego Okręgu Wojskowego i wziął udział w walkach nad Chałchin-Goł z wojskami japońskimi. Następnie został oficerem do zleceń dowódcy 8 Armii i wziął udział w wojnie radziecko-fińskiej. W kwietniu 1941 roku został zastępcą dowódcy 156 Dywizji Strzeleckiej Odeskim Okręgu Wojskowym. 
Po ataku Niemiec na ZSRR został dowódcą 106 Dywizji Strzeleckiej, którą dowodził do grudnia 1941 roku, w tym czasie brała ona udział w walkach Krymie na linii obronnej na Perekopie, a następnie w obronie płw. Kerczeńskiego i miasta Kercz. 
W grudniu 1941 roku został dowódcą 44 Armii, którą dowodził w czasie operacji desantowej na płw. kerczeński. Armią ta dowodził do stycznia 1942 roku, gdyż w dniu 12 stycznia 1941 roku został ciężko rany po zbombardowaniu sztabu 44 Armii.
W okresie od stycznia 1942 do sierpnia 1943 roku przebywał na leczeniu. Po powrocie do służby został zastępcą dowódcy Środkowoazjatyckiego Okręgu Wojskowego, które stanowisko zajmował do marca 1944 roku, w tym okresie od 19 sierpnia do 11 września 1943 roku pełnił obowiązki dowódcy tego okręgu. W marcu 1944 roku został zastępcą dowódcy Odeskiego Okręgu Wojskowego, którą pełnił do końca wojny. 
Po zakończeniu wojny został pomocnikiem ds. wyszkolenia dowódcy Odeskiego Okręgu Wojskowego. W 1950 roku ukończył wyższy kurs akademicki przy Wyższej Akademii Wojskowej im. Woroszyłowa. Po jego ukończeniu został w maju 1950 roku pomocnikiem ds. wyszkolenia dowódcy Nadbałtyckiego Okręgu Wojskowego, funkcję tę pełnił do czerwca 1953 roku, a następnie do grudnia 1953 pozostawał w dyspozycji wydziału kadr Ministerstwa Obrony ZSRR, po czym został przeniesiony do rezerwy. 
Po przeniesieniu do rezerwy zamieszkał w Moskwie, gdzie zmarł. 

## Awanse
- generał major (1 stycznia 1942)

## Odznaczenia
- Order Lenina
- Order Czerwonego Sztandaru (czterokrotnie)
- Order Kutuzowa II kl.
- Medal jubileuszowy „XX lat Robotniczo-Chłopskiej Armii Czerwonej”
- Medal „Za obronę Kaukazu”
- Medal „Za zwycięstwo nad Niemcami w Wielkiej Wojnie Ojczyźnianej 1941–1945”
- Medal jubileuszowy „Dwudziestolecia zwycięstwa w Wielkiej Wojnie Ojczyźnianej 1941–1945”
- Medal jubileuszowy „30 lat Armii Radzieckiej i Floty”